# Pastoralassistent
Pastoralassistent ist eine Bezeichnung für unterschiedliche Ämter in der römisch-katholischen Kirche.

## Deutschland
In Deutschland ist der Pastoralassistent eine Person, die sich nach dem Studium der Katholischen Theologie in der zwei- bis dreijährigen Berufseinführung zum Pastoralreferenten befindet.

## Österreich
In Österreich handelt es sich beim Pastoralassistenten um ein ähnliches Amt wie das des Pastoralreferenten in Deutschland. Es setzt aber nicht zwingend ein Universitätsstudium der Theologie voraus, sondern kann auch nach Absolvierung einer berufsbegleitenden Ausbildung ausgeübt werden, früher auch mit einem Abschluss der Berufsfachschule Seminar für kirchliche Berufe, die 2017 aufgelöst wurde. Zur Unterscheidung der Ausbildungswege werden Pastoralassistenten mit Universitätsstudium „akademische Pastoralassistenten“ genannt, solche mit berufsbegleitender Ausbildung „diplomierte Pastoralassistenten“.

## Schweiz
In der Schweiz ist der Pastoralassistent eine Person mit vollständig abgeschlossener theologischer Ausbildung, jedoch ohne Priesterweihe, die in der Pfarreiseelsorge arbeitet. Auch laisierte Priester wurden in Funktionen eingesetzt, in denen sie als Pastoralassistent oder als Laientheologe bezeichnet wurden.
Der Begriff Pastoralassistent wird teilweise auch in evangelischen Freikirchen verwendet, etwa bei Pfingstgemeinden oder den Adventisten.